# Teatro da Ópera de Roma

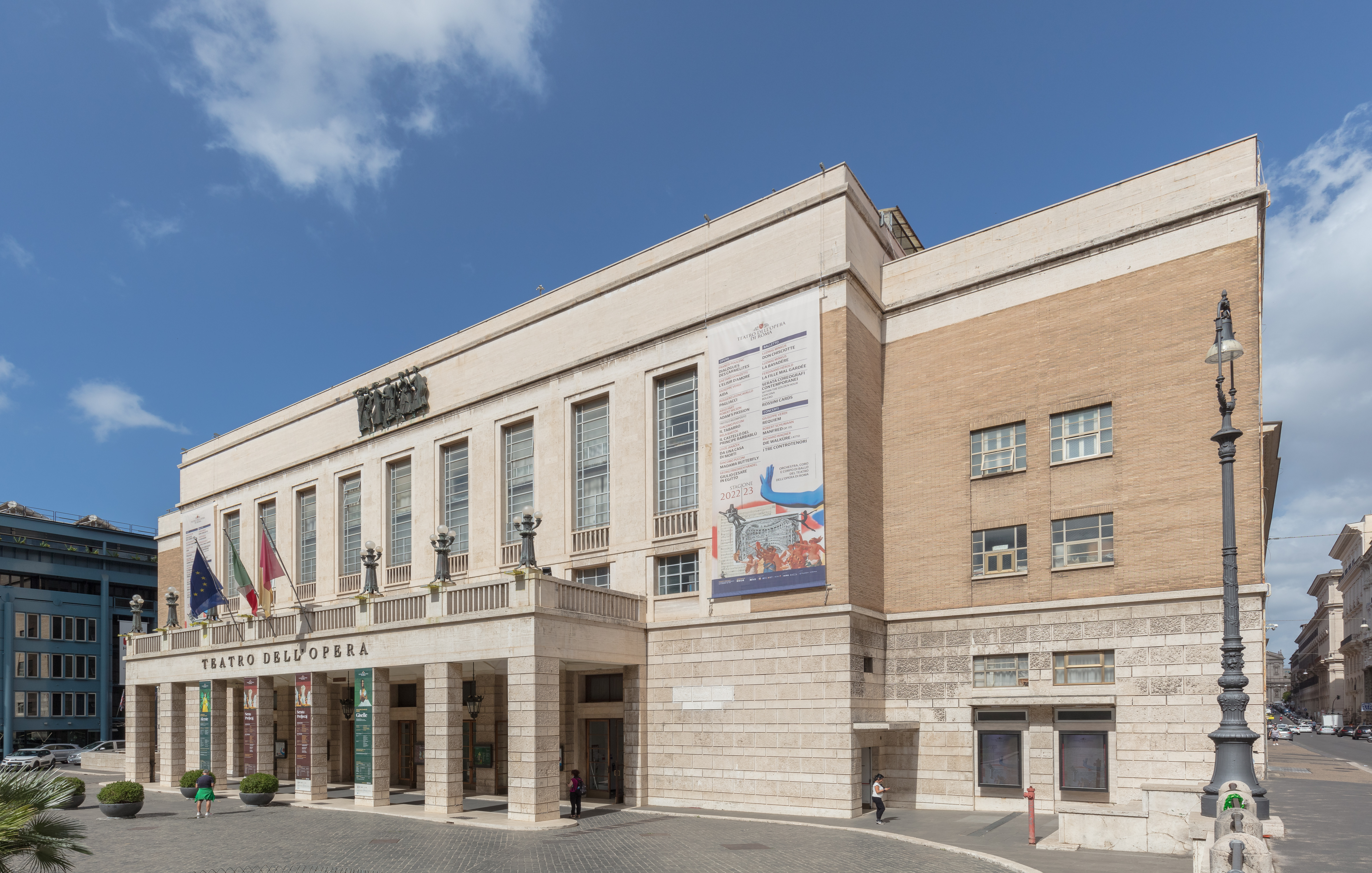
Vista lateral

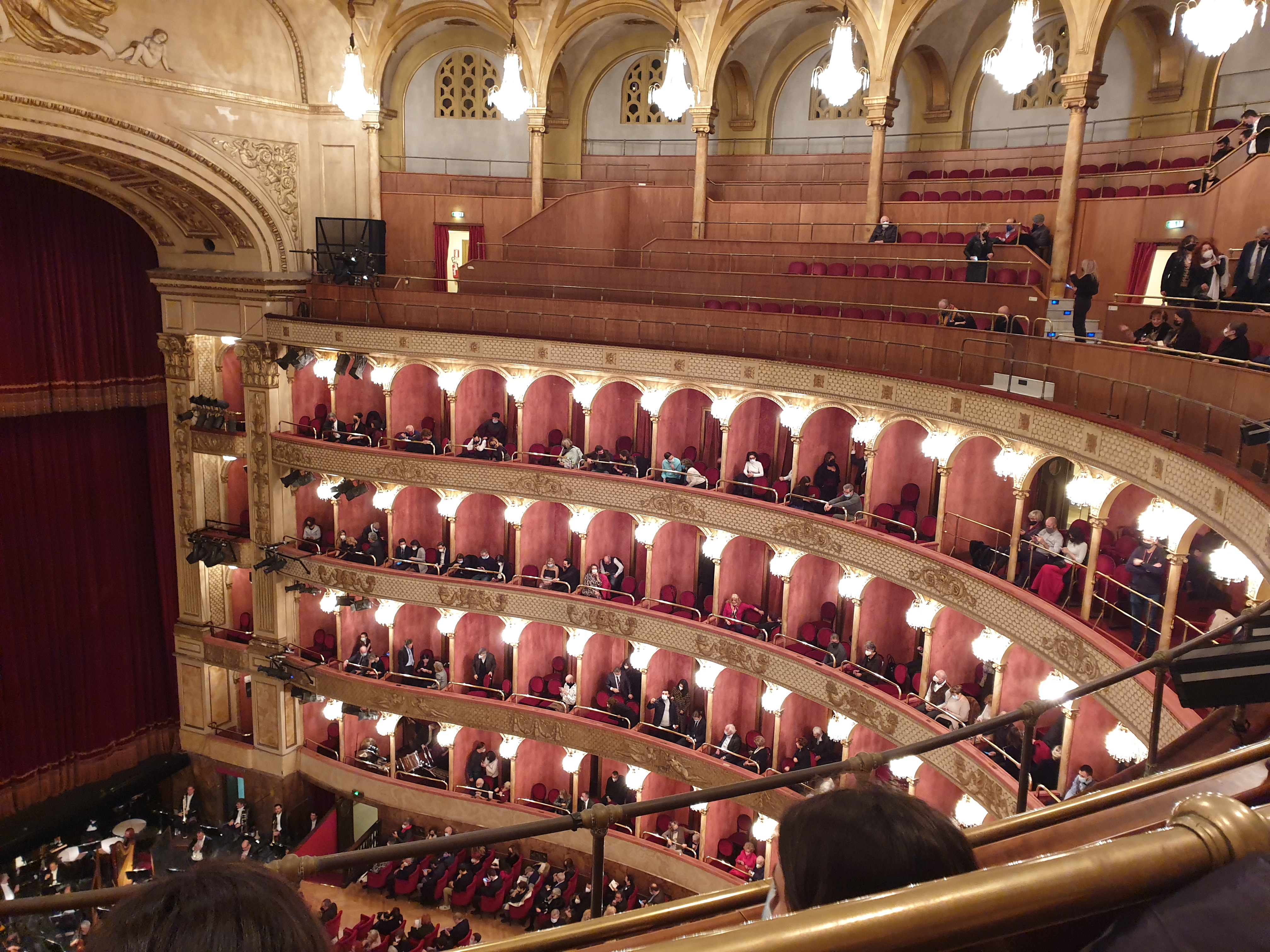
Vista interna

O Teatro dell'Opera di Roma (Teatro de Ópera de Roma) é um teatro de ópera de Roma, Itália. Inaugurado em novembro de 1880, originalmente com o nome de Teatro Costanzi de 2212 lugares sentados, o edifício foi sujeito a numerosas melhorias e alterações, tendo atualmente capacidade para 1600 espetadores.

## O Teatro Costanzi (1880 a 1926)
O Teatro dell'Opera era conhecido originalmente por Teatro Costanzi, o nome do empreiteiro responsável pelo financiamento e construção, Domenico Costanzi (1810-1898). O arquitecto encarregue do projecto foi Achille Sfondrini (1836-1900), milanês, um especialista em projectos de construção e renovação de teatros.
A construção demorou dezoito meses, no lugar onde se situava a casa do imperador Heliogábalo nos tempos da Roma clássica. A inauguração foi a 27 de Novembro de 1880, com uma apresentação da ópera Semiramide de Gioachino Rossini.
O arquiteto Sfondrini deu particular atenção à acústica do novo teatro, concebendo a estrutura interior como uma "câmara de ressonância", em forma de ferradura. O teatro, que tinha originalmente capacidade para 2212 espetadores, dispunha de três andares de camarotes, um anfiteatro e duas galerias independentes, tudo coroado por uma abóbada decorada com esplêndidos frescos por Annibale Brugnoli.
Depois da inauguração, Costanzi foi obrigado a manter a gestão do teatro e sob a sua direção, apesar dos inúmeros problemas financeiros que enfrentou, foram estreadas no Teatro Costanzi um grande número de importantes óperas, incluindo Cavalleria Rusticana, por Pietro Mascagni, a 17 de Maio de 1890 e, já sob direção do seu filho Enrico, Tosca, por Giacomo Puccini, a 14 de Janeiro de 1900.
Em 1907, o Teatro Costanzi foi adquirido pelo empresário Walter Mocchi (1870-1955), em nome da Società Teatrale Internazionale e Nazionale (STIN). Em 1921, Emma Carelli, a mulher de Mocchi, tornou-se a directora da nova Impresa Costanzi, como o teatro ficou conhecido, na sequência de várias alterações na estrutura da companhia. Durante os catorze anos que durou a sua direcção, o Teatro levou à cena obras importantes que nunca haviam sido apresentadas em Roma (ou mesmo na Itália), incluindo La Fanciulla del West, Turandot e Il trittico de Giacomo Puccini; Parsifal de Richard Wagner; Francesca da Rimini de Riccardo Zandonai; Boris Godunov de Modest Mussorgsky; Samson et Dalila de Camille Saint-Saëns e outras.  Neste período apresentou-se também no Costanzi Sergei Diaguilev, com os seus Ballets Russes.

## O Teatro Reale dell'Opera (1926 to 1946)
Em Novembro de 1926, o Teatro Costanzi foi comprado pelo Município de Roma e o seu nome alterado para Teatro Reale dell'Opera ("Teatro Real da Ópera"). Nos quinze meses seguintes, foi parcialmente reconstruído pelo arquiteto Marcello Piacentini, e reabriu no dia 27 de Fevereiro de 1928 com a ópera Nerone de Arrigo Boito.
A reconstrução resultou na mudança da entrada principal, inicialmente situada na antiga Via del Teatro - onde existe atualmente um jardim pertencente ao Hotel Quirinale - para o lado oposto, onde seria mais tarde construída a Praça Beniamino Gigli. O anfiteatro foi demolido para ser substituído pela quarta ordem de camarotes (a terceira, atualmente) e pelo balcão. O interior foi embelezado com novas decorações em estuque, bem como por um belíssimo lustre de seis metros de diâmetro e composto de 27.000 cristais.

## O Teatro dell'Opera di Roma (1946 até ao presente)
Com o fim da monarquia o nome do teatro foi alterado para Teatro dell'Opera e, em 1958, o edifício foi novamente remodelado e modernizado, sobre a direção do arquiteto Marcello Piacentini, sofrendo uma alteração radical de estilo com a construção da fachada atual, da entrada e do foyer. A sala foi equipada com ar condicionado, a capacidade foi reduzida para 1600 lugares, Os acabamentos e decorações de estuque foram completamente restaurados, a boca do palco reforçada e o soalho substituído. A lendária acústica do Teatro não sofreu, sendo ainda considerada uma das melhores do mundo.
No período pós-guerra foram um grande número de produções alcançaram a fama, incluindo Le Nozze di Figaro, de Mozart, em 1964 e Don Carlos, de Verdi, em 1965, ambas tendo Carlo Maria Giulini como maestro e Luchino Visconti como encenador.  Em 2 de Janeiro de 1958 o Teatro assistiu a uma apresentação controversa de Norma com Maria Callas, na presença do Presidente de Itália, em que esta alegou problemas vocais para abandonar o palco no final do primeiro ato.
A partir de 2001, o diretor musical e maestro principal da companhia foi Gianluigi Gelmetti, que deverá ser substituído em 2008, quando termina o seu contrato.